# Pino Presti
Pino Presti, celým jménem Giuseppe Prestipino Giarritta (* 23. srpna 1943, Milán) je italský basový kytarista, aranžér, skladatel, dirigent, hudební producent a karatista.
Do hudebního byznysu vstoupil ve velmi mladém věku. Začínal jako basový kytarista, pak postupně rozšiřoval své hudební aktivity i na poli aranžérském, skladatelském, dirigentském a v neposlední řadě i producentském. V různých hudebních žánrech, jako je jazz, pop, funk, soul, spolupracoval s takovými osobnostmi, jako je například Mina (jedna z nejznámějších italských zpěvaček), Gerry Mulligan, Ástor Piazzolla, Quincy Jones, Wilson Pickett, Shirley Bassey, Franco Cerri, Maynard Ferguson, Stéphane Grappelli, Aldemaro Romero a mnoho dalších. Pino Presti je považován za jednoho z nejdůležitějších a nejvlivnějších italských aranžérů/dirigentů. Je držitelem Godan (5. dan) v karate Shotokan.